# Gran Premio d'Australia 1995
Il Gran Premio d'Australia 1995 fu una gara di Formula 1, disputatasi il 12 novembre 1995 sul Circuito di Adelaide. Fu la diciassettesima ed ultima prova del mondiale 1995 e vide la vittoria di Damon Hill su Williams-Renault, seguìto da Olivier Panis e da Gianni Morbidelli. Questo è stato l'ultimo gran premio per Mark Blundell, Taki Inoue, Roberto Moreno, Bertrand Gachot, Karl Wendlinger e, tra i team, per la Pacific.

## Pre-gara
Il mondiale di Formula 1 giunse all'atto finale di Adelaide con entrambi i titoli già assegnati: Michael Schumacher si era laureato campione del mondo già al Gran Premio del Pacifico, mentre la Benetton si era assicurata il titolo costruttori nel Gran Premio del Giappone, distaccando definitivamente la Williams. La gara fu l'ultima per Michael Schumacher al volante di una Benetton: il pilota tedesco aveva ormai da tempo annunciato il suo passaggio alla Ferrari per la stagione 1996. L'edizione del 1995 fu anche l'ultima del Gran Premio d'Australia ad essere disputata sul Circuito di Adelaide: dalla stagione successiva l'evento si trasferì all'Albert Park di Melbourne.

## Venerdì e sabato

### Prove libere
Durante la sessione di prove del venerdì pomeriggio, mentre affrontava la curva Brewery Bend, la McLaren di Mika Häkkinen accusò un calo di pressione dello pneumatico posteriore sinistro: il pilota finlandese non riuscì a controllare la vettura, che andò in testacoda per poi sbattere violentemente contro le barriere esterne. La violenza dell'impatto fu tale che il pilota, sballottato scompostamente all'interno della monoposto con ripetuti urti del capo e del collo contro i bordi dell'abitacolo, perse conoscenza. I soccorsi furono rapidi: vista la gravità della situazione, il medico di gara dottor Sid Watkins rianimò Häkkinen sul posto, praticandogli una tracheotomia e impedendo che andasse in arresto cardiaco. Subito dopo il pilota fu trasferito al Royal Adelaide Hospital, che si trovava a meno di 1 km dal luogo dell'incidente, ove gli fu diagnosticata una frattura della base cranica, una dello zigomo, una ferita alla lingua e diversi denti rotti. Il pilota rimase in coma per due giorni: dopo che ne fu uscito, rimase per alcuni giorni in terapia intensiva. Riuscì poi a riprendersi del tutto e a tornare a gareggiare.

### Qualifiche
Le qualifiche furono dominate dalle Williams, con Damon Hill in pole position e David Coulthard ad appaiarlo in prima fila. Schumacher si piazzò terzo, seguito dalle Ferrari di Gerhard Berger e Jean Alesi. Da rimarcare il sesto posto di Heinz-Harald Frentzen sulla Sauber.
| Pos | N  | Pilota                | Costruttore/Motore | Tempo    | Gap     |
| --- | -- | --------------------- | ------------------ | -------- | ------- |
| 1   | 5  | Damon Hill            | Williams-Renault   | 1'15"505 | —       |
| 2   | 6  | David Coulthard       | Williams-Renault   | 1'15"628 | +0"123  |
| 3   | 1  | Michael Schumacher    | Benetton-Renault   | 1'15"839 | +0"334  |
| 4   | 28 | Gerhard Berger        | Ferrari            | 1'15"932 | +0"427  |
| 5   | 27 | Jean Alesi            | Ferrari            | 1'16"305 | +0"800  |
| 6   | 30 | Heinz-Harald Frentzen | Sauber-Ford        | 1'16"647 | +1"142  |
| 7   | 14 | Rubens Barrichello    | Jordan-Peugeot     | 1'16"725 | +1"220  |
| 8   | 2  | Johnny Herbert        | Benetton-Renault   | 1'16"950 | +1"445  |
| 9   | 15 | Eddie Irvine          | Jordan-Peugeot     | 1'17"116 | +1"611  |
| 10  | 7  | Mark Blundell         | McLaren-Mercedes   | 1'17"348 | +1"843  |
| 11  | 25 | Martin Brundle        | Ligier-Mugen-Honda | 1'17"624 | +2"119  |
| 12  | 26 | Olivier Panis         | Ligier-Mugen-Honda | 1'18"033 | +2"528  |
| 13  | 9  | Gianni Morbidelli     | Footwork-Hart      | 1'18"391 | +2"886  |
| 14  | 4  | Mika Salo             | Tyrrell-Yamaha     | 1'18"604 | +3"099  |
| 15  | 24 | Luca Badoer           | Minardi-Ford       | 1'18"810 | +3"305  |
| 16  | 3  | Ukyo Katayama         | Tyrrell-Yamaha     | 1'18"828 | +3"323  |
| 17  | 23 | Pedro Lamy            | Minardi-Ford       | 1'18"875 | +3"370  |
| 18  | 29 | Karl Wendlinger       | Sauber-Ford        | 1'19"561 | +4"056  |
| 19  | 10 | Taki Inoue            | Footwork-Hart      | 1'19"677 | +4"172  |
| 20  | 22 | Roberto Moreno        | Forti-Ford         | 1'20"657 | +5"152  |
| 21  | 21 | Pedro Diniz           | Forti-Ford         | 1'20"878 | +5"373  |
| 22  | 17 | Andrea Montermini     | Pacific-Ford       | 1'21"659 | +6"154  |
| 23  | 16 | Bertrand Gachot       | Pacific-Ford       | 1'21"998 | +6"493  |
| 24  | 8  | Mika Häkkinen         | McLaren-Mercedes   | 1'37"998 | +22"483 |

## Gara

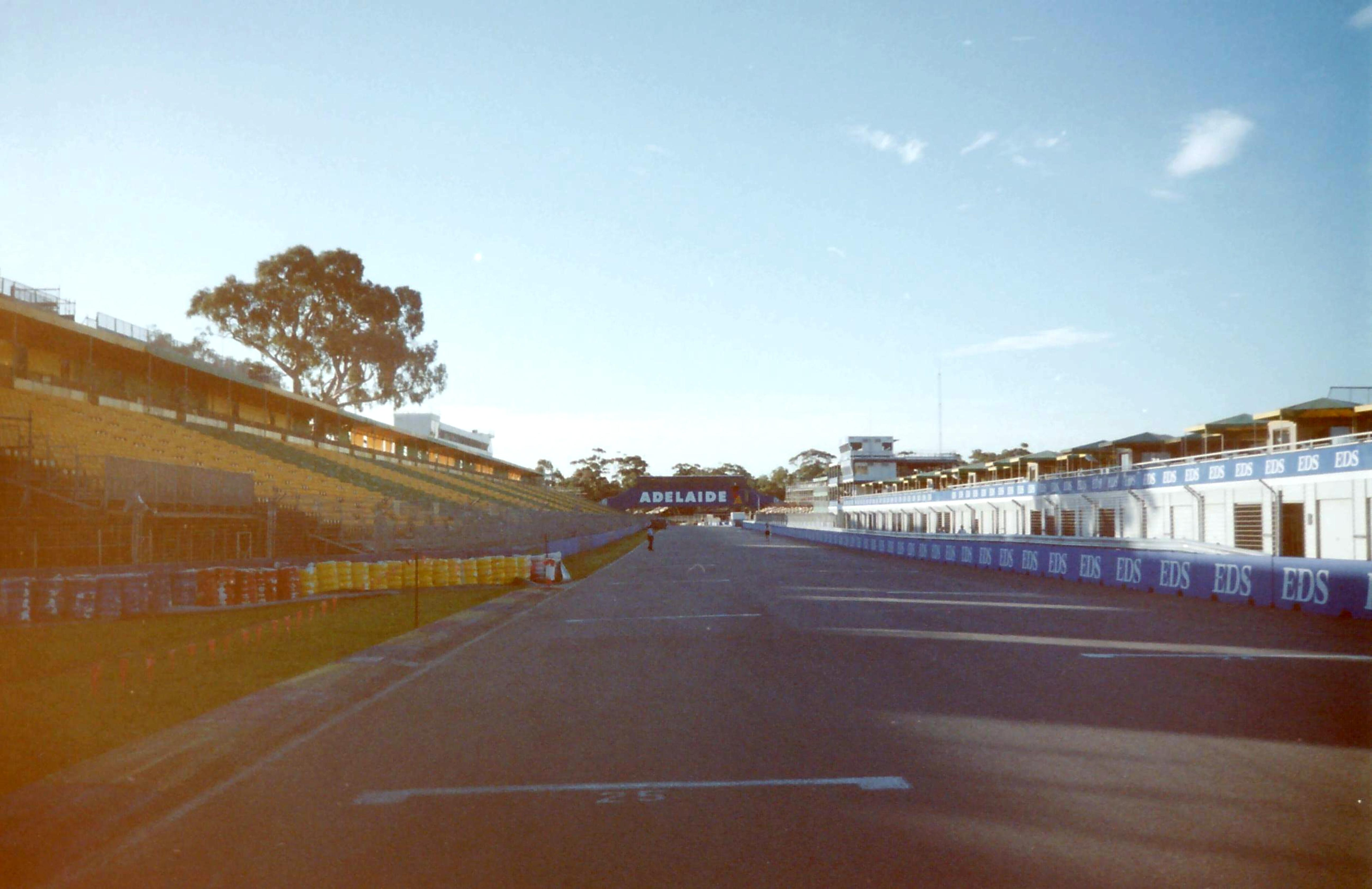
Il rettilineo principale di Adelaide nei giorni precedenti il Gran Premio.

Al semaforo verde Hill parte male, con Coulthard che prende la testa della corsa. Anche Schumacher non scatta meglio, venendo sopravanzato dalle Ferrari di Berger ed Alesi, che riesce poi a ri-superare nel giro di poche tornate. Frattanto Coulthard riesce a tenere la testa della corsa fino al primo pit-stop, ma al momento di fermarsi imbocca la pit-lane ad una velocità troppo elevata: il pilota scozzese sbatte contro il muro esterno della corsia ed è costretto al ritiro. Pochi giri dopo anche Roberto Moreno sulla Forti commette un errore analogo e si deve a sua volta ritirare.
Poco dopo la fine del primo "giro" di pit-stop, Schumacher ed Alesi si urtano e sono entrambi costretti al ritiro. Johnny Herbert, sulla Benetton superstite, grazie alla scelta di ritardare la sua sosta si issa in seconda piazza: al momento di rientrare ai box rischia a sua volta di fare la fine di Coulthard, ma riesce ad evitare il muro e a rientrare in pista. Berger passa quindi in seconda posizione, ma poco dopo il motore della Ferrari si rompe, obbligandolo al ritiro. In seconda posizione si ritrova quindi Frentzen, che deve poi a sua volta fermarsi per un problema al cambio.

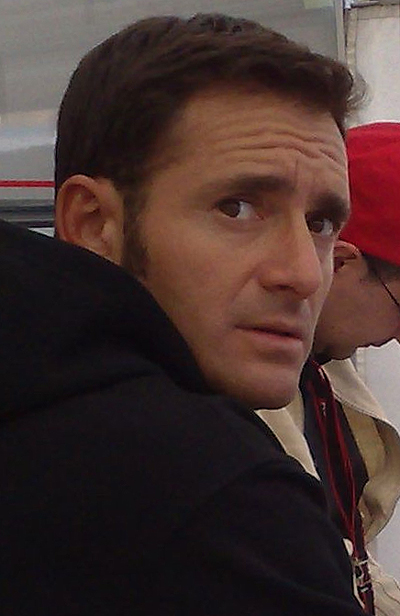
Gianni Morbidelli, terzo al traguardo, ottiene l'unico podio della carriera oltreché della Footwork in Formula 1.

Hill nel frattempo continua a condurre, con Herbert di nuovo secondo. Eddie Irvine sulla Jordan li segue in terza piazza, prima di doversi ritirare per un problema agli pneumatici. Herbert, con il secondo posto in gara, ambisce a conquistare la terza piazza nel mondiale piloti, ma è a sua volta costretto al ritiro allorché il motore della sua Benetton va in fiamme. Olivier Panis, sulla Ligier, passa quindi alle spalle di Hill, che su di lui ha un giro di vantaggio, mentre in terza piazza si ritrova la Footwork di Gianni Morbidelli, staccato di due tornate. A pochi giri dalla fine, Panis accusa una perdita d'olio: Hill lo doppia un'altra volta e si avvia alla vittoria. Il pilota francese riesce tuttavia a conservare la piazza d'onore, con Morbidelli terzo (che conquista il primo podio suo e della Footwork/Arrows). Alle loro spalle, Mark Blundell su McLaren conclude quarto, Mika Salo su Tyrrell quinto. Pedro Lamy, nonostante un testacoda multiplo a metà gara, artiglia un punto (sarà il suo unico punto iridato in carriera) per la Minardi con il sesto posto. Solo otto auto in totale giunsero al traguardo: da rimarcare, al di fuori della zona punti, il settimo posto di Pedro Diniz con la Forti, che rimarrà il miglior piazzamento nella storia della casa italiana in Formula 1.
Per la seconda volta nella storia della Formula 1, il vincitore distaccò il secondo classificato di due giri: fino ad allora un simile distacco si era avuto solo al Gran Premio di Spagna 1969, vinto da Jackie Stewart. Altro dato di rilievo, la gara registrò l'ultima apparizione in Formula 1 di un motore V12, ormai impiegato dalla sola Ferrari, che dall'anno successivo sarebbe passata al meno dispendioso V10.
| Pos | N. | Pilota                | Costruttore/Motore | Giri | Tempo/Ritiro                | Griglia | Punti |
| --- | -- | --------------------- | ------------------ | ---- | --------------------------- | ------- | ----- |
| 1   | 5  | Damon Hill            | Williams-Renault   | 81   | 1h 49'15"946                | 1       | 10    |
| 2   | 26 | Olivier Panis         | Ligier-Mugen-Honda | 79   | +2 giri                     | 12      | 6     |
| 3   | 9  | Gianni Morbidelli     | Footwork-Hart      | 79   | +2 giri                     | 13      | 4     |
| 4   | 7  | Mark Blundell         | McLaren-Mercedes   | 79   | +2 giri                     | 10      | 3     |
| 5   | 4  | Mika Salo             | Tyrrell-Yamaha     | 78   | +3 giri                     | 14      | 2     |
| 6   | 23 | Pedro Lamy            | Minardi-Ford       | 78   | +3 giri                     | 17      | 1     |
| 7   | 21 | Pedro Diniz           | Forti-Ford         | 77   | +4 giri                     | 21      |       |
| 8   | 16 | Bertrand Gachot       | Pacific-Ford       | 76   | +5 giri                     | 23      |       |
| Rit | 3  | Ukyo Katayama         | Tyrrell-Yamaha     | 70   | Motore                      | 16      |       |
| Rit | 2  | Johnny Herbert        | Benetton-Renault   | 69   | Trasmissione                | 8       |       |
| Rit | 15 | Eddie Irvine          | Jordan-Peugeot     | 62   | Motore                      | 9       |       |
| Rit | 30 | Heinz-Harald Frentzen | Sauber-Ford        | 39   | Cambio                      | 6       |       |
| Rit | 28 | Gerhard Berger        | Ferrari            | 34   | Motore                      | 4       |       |
| Rit | 25 | Martin Brundle        | Ligier-Mugen-Honda | 29   | Testacoda                   | 11      |       |
| Rit | 1  | Michael Schumacher    | Benetton-Renault   | 25   | Collisione con J.Alesi      | 3       |       |
| Rit | 27 | Jean Alesi            | Ferrari            | 23   | Collisione con M.Schumacher | 5       |       |
| Rit | 22 | Roberto Moreno        | Forti-Ford         | 21   | Testacoda                   | 20      |       |
| Rit | 14 | Rubens Barrichello    | Jordan-Peugeot     | 20   | Testacoda                   | 7       |       |
| Rit | 6  | David Coulthard       | Williams-Renault   | 19   | Incidente                   | 2       |       |
| Rit | 10 | Taki Inoue            | Footwork-Hart      | 15   | Testacoda                   | 19      |       |
| Rit | 29 | Karl Wendlinger       | Sauber-Ford        | 8    | Problema fisico             | 18      |       |
| Rit | 17 | Andrea Montermini     | Pacific-Ford       | 2    | Cambio                      | 22      |       |
| NP  | 24 | Luca Badoer           | Minardi-Ford       | 0    | Problema elettrico          | 15      |       |
| NP  | 8  | Mika Häkkinen         | McLaren-Mercedes   | -    | Infortunato                 | 24      |       |

## Classifiche Mondiali

### Piloti
| Pos | Pilota             | Punti |
| --- | ------------------ | ----- |
| 1   | Michael Schumacher | 102   |
| 2   | Damon Hill         | 69    |
| 3   | David Coulthard    | 49    |
| 4   | Johnny Herbert     | 45    |
| 5   | Jean Alesi         | 42    |

### Costruttori
| Pos | Team               | Punti |
| --- | ------------------ | ----- |
| 1   | Benetton-Renault   | 137   |
| 2   | Williams-Renault   | 112   |
| 3   | Ferrari            | 73    |
| 4   | McLaren-Mercedes   | 30    |
| 5   | Ligier-Mugen-Honda | 24    |

- Vengono indicate solo le prime 5 posizioni.